# سن وولنبرگ
سن وولنبرگ (به سن کرَدیک نیز مشهور است) یک تهیه‌کننده تلویزیونی آلمانی است که عمدتاً در انگلیس کار می‌کند. او قسمت‌هایی از سریال‌های برجسته مانند والاندر و مجموعه‌های بازسازی شده از دکتر هو و فانلند را تولید کرده‌است (و یا تولید مشترک کرده).
برای دکتر هو، او داستان " کریسمس کارول "، " همسر دکتر " و " ترور شب " را تهیه کنندگی کرد.
او همچنین یکی از تهیه‌کنندگان سریال چرنوبیل به کارگردانی یوهان رنک و نویسندگی کریگ مازن بود.